# Кайлу
Кайлу́ (кит. упр. 开鲁, пиньинь Kāilǔ) — уезд городского округа Тунляо автономного района Внутренняя Монголия (КНР).

## История
Уезд был образован в конце существования империи Цин, в 1908 году, из прилегающих земель хошунов Дун-Джаруд, Си-Джаруд и Ар-Хорчин. Его название является сокращением от фразы «кайфа сань Лу» (开发三鲁) — «развивать три Лу», где использовано то, что в китайской записи названий всех трёх хошунов употребляется иероглиф «Лу» (Дун-ЧжаЛуТе, Си-ЧжаЛуТе и АЛу-КэЭрСинь).
После Синьхайской революции уезд был подчинён Специальному административному району Жэхэ (热河特别行政区), в 1928 году преобразованного в провинцию Жэхэ. В 1933 году провинция Жэхэ была оккупирована японцами, которые передали её в состав марионеточного государства Маньчжоу-го; в Маньчжоу-го эти земли вошли в состав провинции Синъань.
После Второй мировой войны эти земли стали ареной борьбы между коммунистами и гоминьдановцами. В 1949 году они вошли в состав аймака Джирим (哲里木盟) Автономного района Внутренняя Монголия. В 1969 году аймак был передан в состав провинции Гирин; в 1979 году возвращён в состав Автономного района Внутренняя Монголия. Постановлением Госсовета КНР от 13 января 1999 года аймак Джирим был преобразован в городской округ Тунляо.

## Административное деление
Уезд Кайлу делится на 10 посёлков.